# Atlantisch orkaanseizoen 1989
Het Atlantisch orkaanseizoen 1989 duurde van 1 juni 1989 tot 4 december 1989, toen de laatste storm oploste. Het seizoen 1989 was een boven normaal seizoen wat betreft de activiteit. Het seizoen telde vijftien tropische cyclonen, waarvan er elf tot tropische storm promoveerden en een naam kregen. Van de elf tropische stormen promoveerden er zeven tot orkaan. Twee orkanen werden majeure orkanen, dat wil zeggen categorie drie of meer. De opmerkelijkste stormen waren Allison en Hugo. Tropische storm Allison teisterde het zuidoosten van Texas en orkaan Hugo was met een schade van $10 miljard destijds de duurste orkaan totdat Andrew in 1992 meer schade aanrichtte.

## Cyclonen
Voor tropische depressies 1 en 13 zie overleg.

### Tropische depressie 1
Over tropische depressie 1 is helaas weinig bekend.

### Tropische storm Allison
Tropische depressie 2 ontwikkelde zich onder invloed van drie meteorologische fenomenen. Ten eerste de restanten van orkaan Cosme, een orkaan uit het oostelijk bassin van de Grote Oceaan, die in Mexico landde en daar uiteenviel. Ten tweede heerste er op grote hoogte boven de Golf van Mexico een hogedrukgebied, dat de schering in dat gebied onderdrukte en de uitstoot bespoedigde. Als laatste factor was er een tropische golf, die vanuit het oosten in westelijke richting over de Golf van Mexico trok. Op 22 juni ontstond uit deze tropische golf een tropische onweersstoring, terwijl aan het aardoppervlak een rug van hoge druk boven de Great Plains, in het midden van de Verenigde Staten, die de restanten van Cosme aan zijn zuidwestflank naar het noorden trok, de Golf van Mexico in. Op 23 juni condenseerde de onweersactiviteit boven het noordwesten van de Golf van Mexico, op dat moment bevonden zich de restanten van Cosme ten zuidwesten van Brownsville, Texas. Deze restanten voegden zich bij dit systeem en op 24 juni begon het systeem een gesloten circulatie te organiseren.
Op 24 juni ontstond zo tropische depressie 2 uit dit systeem voor de kust van het zuiden van Texas. Tropische depressie 2 trok langzaam naar het noorden, richting Texaanse kust en won aan kracht. Op 26 juni promoveerde tropische depressie 2 tot tropische storm Allison, die dezelfde dag landde nabij Freeport, Texas met windsnelheden van 75/km uur en een druk van 1002 mbar. Ondanks het feit dat Allison nu boven land was, won zij nog iets aan kracht tot 83km/uur en een druk van 999 mbar op 27 juni ten westnoordwesten van Houston. Daarna verzwakte Allison snel; op 27 juni, dezelfde dag degradeerde Allison tot een tropische depressie, die op 28 juni haar tropische kenmerken verloor. Allison was naar het noorden het land opgetrokken door een front, dat vanuit het westen naderde. Dit front trok Allison later naar het noordoosten, maar daarna loste dit front op en in de plaats van dit front kwam er een rug van hoge druk, die Allison weer langzaam naar het zuidoosten dreef. Hierdoor bleef Allison boven zuidoost Texas hangen, zodat zij enorme hoeveelheden regen bracht boven dat gebied.
Allison eiste elf mensenlevens, voornamelijk ten gevolge van verdrinkingen en veroorzaakte $500 miljoen ($779 miljoen na correctie voor inflatie, 2005) aan schade in het zuidoosten van Texas en het westen van Louisiana. Ondanks de destructie bleef de naam Allison gehandhaafd. De ironie wilde niet alleen, dat Allison in 1989 de vervangende naam was voor Alicia in 1983, die als orkaan hetzelfde gebied trof, maar ook dat de editie van Allison in 2001 wéér precies hetzelfde gebied trof. Bovendien was Allison (2001) ook juist zo destructief omdat zij zeer langzaam bewoog, net als Allison in 1989. Ook was Allison in het seizoen 2001 maar een matige tropische storm, net als in 1989.

### Tropische storm Barry
Op 7 juli trok een tropische golf westwaarts van de Afrikaanse kust. Op 9 juli manifesteerde deze tropische onweersstoring voldoende diepe convectie en was een gesloten circulatie zich tot aan het aardoppervlak doorgedrongen, zodat er toen sprake was van tropische depressie 3 halverwege de Afrikaanse kust en de Bovenwindse Eilanden. Tropische depressie (en later Barry) trok naar het noordwesten onder invloed van een hogedrukgebied boven de Azoren en een lagedrukgebied boven het zuidoosten van Canada. Op 11 juli promoveerde tropische depressie 3 tot tropische storm Barry, die zich tot een matige tropische storm ontwikkelde met windsnelheden van 83 km/uur en een druk van 1005 mbar op 12 juli. Daarna verzwakte Barry, degradeerde tot tropische depressie op 13 juli, die een halve dag later op 14 juli oploste op ongeveer 850 km ten noordoosten van de Bovenwindse Eilanden.

### Orkaan Chantal
Op 24 juli ontstond er een tropische onweersstoring boven de doldrum, nabij Trinidad. Deze storing trok westnoordwestwaarts door de Caraïbische Zee, richting Honduras, ten noorden van de Zuid-Amerikaanse kust en ontwikkelde zich zeer langzaam door de nabijheid van land. Op 28 juli zag het ernaar uit, dat zich ten oosten van Belize City een depressie vormde, maar deze desintegreerde weer, terwijl het systeem verder noordwestwaarts trok. Twee dagen later organiseerde het systeem zich en promoveerde op 30 juli op 140 km ten noorden van de kust van Yucatán tot tropische depressie 4. Tropische depressie 4 trok naar het noordnoordwesten en promoveerde op 31 juli op ongeveer 560 km ten zuidoosten van Galveston in Texas tot tropische storm Chantal.
Chantal trok nu naar het noordwesten onder invloed van een rug van hoge druk boven Florida en haar ontwikkeling, die tot nu toe langzaam was geweest, kwam in een stroomversnelling, doordat de omstandigheden, met name betreffende haar uitstoot gunstig werden. In de eerste uren van 1 augustus promoveerde Chantal tot orkaan en bereikte een paar uur later haar hoogtepunt met windsnelheden van 130 km/uur en een minimale druk van 984 mbar. Weer een paar uur later landde Chantal nabij High Island, Texas met dezelfde intensiteit en een iets hogere luchtdruk (986 mbar). Na landing degradeerde Chantal op 1 augustus tot tropische storm en de volgende dag tot tropische depressie, die op 3 augustus boven het zuidwesten van Oklahoma oploste. Chantal eiste dertien mensenlevens als gevolg van overstromingen en verdrinkingen en veroorzaakte $100 miljoen ($156 miljoen gecorrigeerd naar inflatie, 2005). Chantal beschadigde meer dan 3000 woningen.

### Orkaan Dean
Op 27 juli trok een tropische golf van de Afrikaanse kust westwaarts, die spoedig tot ontwikkeling kwam en op 31 juli promoveerde tot tropische depressie 5 halverwege de archipel Kaapverdië en de Bovenwindse Eilanden. Tropische depressie 5 trok naar het westen en promoveerde op 1 augustus tot tropische storm Dean. Dean draaide meer naar het westnoordwesten en won aan kracht; op 2 augustus bereikte Dean orkaankracht. Toen Dean ten noordoosten van Puerto Rico was gelegen, verzwakte het hogedrukgebied, aan wiens zuidwestflank Dean naar het westnoordwesten was getrokken en ten oosten van de Amerikaanse oostkust ontstond op grote hoogte een trog van lage druk. Daardoor wendde Dean op 4 augustus plotseling naar het noorden richting Bermuda.
Dean versterkte gestaag en bereikte op 6 augustus de tweede categorie, terwijl Bermuda de volle laag kreeg; Dean trok pal ten westen van Bermuda langs en Bermuda werd vol getroffen door de oostelijke oogrok van de orkaan. Nadat Dean Bermuda had gepasseerd, bereikte Dean zijn hoogtepunt met windsnelheden van 167 km/uur en een minimale druk van 968 mbar op 7 augustus. Daarna duwde de bovengenoemde trog Dean sneller naar het noordoosten en Dean verzwakte tot tropische storm op 8 augustus. Dean passeerde ten oosten van Nova Scotia en landde op 8 augustus op de kust van Newfoundland met windsnelheden van 102 km/uur en een luchtdruk van 991 mbar. Dean trok verder naar het oostnoordoosten en verloor op 9 augustus zijn tropische kenmerken boven het zuiden van de Straat van Labrador. Op Bermuda verwondde Dean 16 mensen, maar eiste verder geen slachtoffers en richtte voor $9.000.000,- schade aan.

### Tropische depressie 6
Op 12 augustus trok een tropische golf westwaarts van de Afrikaanse kust. De tropische onweersstoring ontwikkelde zich boven de Atlantische Oceaan en promoveerde op 16 augustus op 1080 km ten oosten van de Bovenwindse Eilanden tot tropische depressie 6. Eén etmaal later, voordat tropische depressie 6 de Bovenwindse Eilanden had bereikt, degradeerde zij door sterke schering (stroming hoog in de atmosfeer) tot tropische onweersstoring. Deze storing splitste zich op, waarna het zuidelijk deel over Nicaragua trok en op 22 augustus de Grote Oceaan bereikte. Op 27 augustus promoveerde de storing opnieuw tot tropische depressie 15-E, behorend tot het orkaanseizoen van de oostelijke Grote Oceaan. Tropische depressie 15-E zou zich later ontwikkelen tot orkaan Lorena.

### Orkaan Erin
Op 16 augustus trok een sterke tropische onweersstoring van de Afrikaanse kust westwaarts. Zij kwam boven het oosten van de Atlantische Oceaan boven een gebied van koeler water, waardoor zij haar convectie verloor. Omdat haar circulatie behouden bleef, werd zij een goed georganiseerde depressie met een gesloten circulatie aan het aardoppervlak. Daardoor kon zij, toen zij in betere omstandigheden kwam, op 18 augustus snel promoveren tot tropische depressie 7 net ten zuidoosten van Kaapverdië, daarmee was tropische depressie 7 een tropische cycloon van het Kaapverdische type geworden. Tropische depressie 7 trok over de Kaapverdië naar het westnoordwesten. Ten westen van tropische depressie 7 lag boven het midden van het tropische deel van de Atlantische Oceaan een grote, sterke tropische golf, die tropische depressie 7 naar het westnoordwesten stuwde, in samenwerking met een rug van hoge druk op de noordflank van tropische depressie 7. Op 19 augustus promoveerde tropische depressie 7 tot tropische storm Erin op 760 km ten westnoordwesten van Kaapverdië.
Op dat moment ontstond er 2000 km ten noordwesten van Erin uit een afsnijding van een trog van lage druk op grote hoogte een nieuw lagedrukgebied. Dit lagedrukgebied diepte uit en nam toe in omvang en begon zich naar beneden in de atmosfeer uit te breiden. Dit lagedrukgebied trok Erin vanuit het zuidzuidoosten naar zich toe, waardoor Erin steeds meer last kreeg van de zuidwestelijke schering van het lagedrukgebied op grote hoogte. Op 21 augustus kwam Erin onder het noordwestelijke kwadrant van het centrum van dit lagedrukgebied. Dit was zeer gunstig voor Erin, omdat op grote hoogte de lucht die in Erins centrum naar boven rees, snel door het lagedrukgebied weggeslingerd werd. De uitstoot van Erin werd bevorderd door de divergerende winden op grote hoogte en Erin promoveerde tot orkaan op 22 augustus, midden boven de Atlantische Oceaan. Daarna draaide Erin naar het noordnoordoosten onder invloed van een trog van lage druk, die vanuit het westen naderde en bereikte de tweede categorie met op 25 augustus zijn hoogtepunt met windsnelheden 167 km/uur en een minimale druk van 968 mbar. Na versnelde pas in noordoostelijke richting degradeerde Erin op 27 augustus tot tropische storm, die een paar uur later zijn tropische kenmerken verloor.

### Orkaan Felix
Ook Felix was van het Kaapverdische type. Op 24 augustus had zich een lagedrukgebied gevormd in een tropische golf in de buurt van Dakar. Dit lagedrukgebied trok westwaarts en promoveerde op 26 augustus net ten oosten van Kaapverdië tot tropische depressie 8, die 18 uur later, boven de noordoostelijkste van Kaapverdië tropische storm Felix werd. Boven de oostelijke Atlantische Oceaan lag op grote hoogte een trog van lage druk, die Felix naar het noordnoordwesten trok naar zich toe. Daardoor degradeerde Felix tot tropische depressie door de schering. Dit hield pas op toen de trog was verdwenen en aan de noordflank van Felix een hogedrukgebied ontstond, dat Felix weer op een westnoordwestelijke koers bracht en Felix instaat stelde zijn convectie te (re)organiseren.
Op 3 september promoveerde Felix andermaal tot tropische storm. De westnoordwestelijke koers werd op 5 september tot staan gebracht, door twee factoren; orkaan Gabrielle, die gelegen was ten zuidwesten van Felix tussen Bermuda en de Bovenwindse Eilanden en een trog van lage druk ten noordwesten van Felix. Op grote hoogte verbeterde de uitstoot, zodat Felix op 5 september tot orkaan promoveerde, terwijl hij naar het noorden dreef. Op 6 september bereikte Felix zijn hoogtepunt met windsnelheden van 140 km/uur en een minimale druk van 979 mbar; een flinke eerste categorie orkaan. De trog ten noordwesten van Felix naderde, waardoor de schering groter werd en Felix naar het noordoosten versnelde. Felix degradeerde tot tropische storm op 7 september, en verloor boven koeler water zijn tropische kenmerken op 9 september. Op 10 september draaide de extratropische Felix naar het zuidoosten richting de Azoren. Op 12 september was Felix opgelost in de nabijheid van de Azoren.

### Tropische depressie 9
De geschiedenis van tropische depressie 9 lijkt erg veel op die van tropische depressie 6. Op 21 augustus trok een tropische golf westwaarts van de Afrikaanse kust, die zich op 27 augustus beter begon te organiseren en op 28 augustus promoveerde tot tropische depressie 9 op 720 km ten oosten van de Bovenwindse Eilanden. De schering werd tropische depressie 9 op 29 augustus te veel en zij degradeerde tot tropische golf, die verder westwaarts trok door de Caraïbische Zee. De golf trok over Midden-Amerika en kwam op 3 september boven de Grote Oceaan. Daarna ging de ontwikkeling langzaam verder op 8 september promoveerde het systeem tot tropische depressie 18-E van het orkaanseizoen van de oostelijke Grote Oceaan, die uiteindelijk uitgroeide tot orkaan Octave.

### Orkaan Gabrielle
Ook Gabrielle was van het Kaapverdische type, maar anders dan Erin en Felix werd zij lang op een westelijke koers gehouden door de meer gebruikelijke hoge druk ten noorden van Kaapverdische cyclonen en kon daardoor veel sterker worden dan Felix en Erin en in die zin (koers en intensiteit) werd Gabrielle zo een klassieke orkaan van het Kaapverdische type. Op 28 trok een tropische golf van de Afrikaanse kust westwaarts, het was de eerste tropische golf na de tropische golf, die zou promoveren tot tropische depressie 8 en later tot Felix. Deze tropische golf was echter zuidelijker gelegen dan die, die Felix zou worden. De tropische onweersstoring was goed georganiseerd en bezat matige convectie, die snel tot ontwikkeling kwam.
Op 30 augustus ontstond uit dit systeem tropische depressie 10 ten zuidzuidoosten van de Kaapverdië. Tropische depressie Felix (Felix was op dat moment door schering tot tropische depressie gedegradeerd) lag minder dan 1600 km ten noordwesten van tropische depressie 10 en tussen deze tropische depressies ontstond een rug van hoge druk, die tropische depressie 10 op een westelijke koers hield. Tropische depressie 10 ontwikkelde een zeer effectieve uitstoot, die haar in staat stelde op 31 augustus te promoveren tot tropische storm Gabrielle ten zuiden van Kaapverdië en om in omvang uit te dijen; Gabrielle had als matige tropische storm al een stormveld (windkracht 8 of meer) met een doorsnee van meer dan 800 km. De rug van hoge druk, die Gabrielle van Felix scheidde bouwde zich uit en Gabrielle voer er wel bij; zij trok westnoordwestwaarts, promoveerde op 1 september ten westzuidwesten van Kaapverdië tot orkaan en bereikte op 4 september de vierde categorie ten oosten van de Bovenwindse Eilanden. Op 4 september ontwikkelde zich voor de oostkust van het Amerikaanse continent op grote hoogte een trog (dezelfde, die ook de koers van Felix beïnvloedde), die zich naar het oppervlak uitbreidde, zodat ten noordwesten van Gabrielle de luchtdruk daalde. Daardoor kon zij naar het noordwesten afbuigen, zodat zij het Caraïbisch gebied ten noordoosten passeerde.
Op dat moment was Gabrielle ook op haar hoogtepunt; haar laagste luchtdruk bereikte zij op 3 september met 935 mbar en bij windsnelheden van 195 km/uur. Daarna steeg de druk iets (941 tot 944 mbar), maar toch nam zij nog in kracht toe bij windsnelheden van 231 km/uur op 4 en 5 september. Doordat Felix nu promoveerde tot orkaan, verzwakte de rug van hoge druk, die hen scheidde, waardoor Gabrielle nog meer naar het noorden bijdraaide. Gabrielle begon langzaam maar gestaag te verzwakken en trok ook steeds langzamer noordwaarts, toen zij de trog van lage druk steeds verder naderde totdat zij ten zuidzuidoosten van Nova Scotia op 10 september degradeerde tot tropische storm, die bijna stationair boven de oceaan dreef. Op 12 september verzwakte zij verder tot tropische depressie, Gabrielle was inmiddels naar het oosten gedreven door een front ten westen van haar. Op 13 september verloor Gabrielle haar tropische kenmerken, toen zij samensmolt met een zich ontwikkelend, extratropische stormdepressie.

### Orkaan Hugo

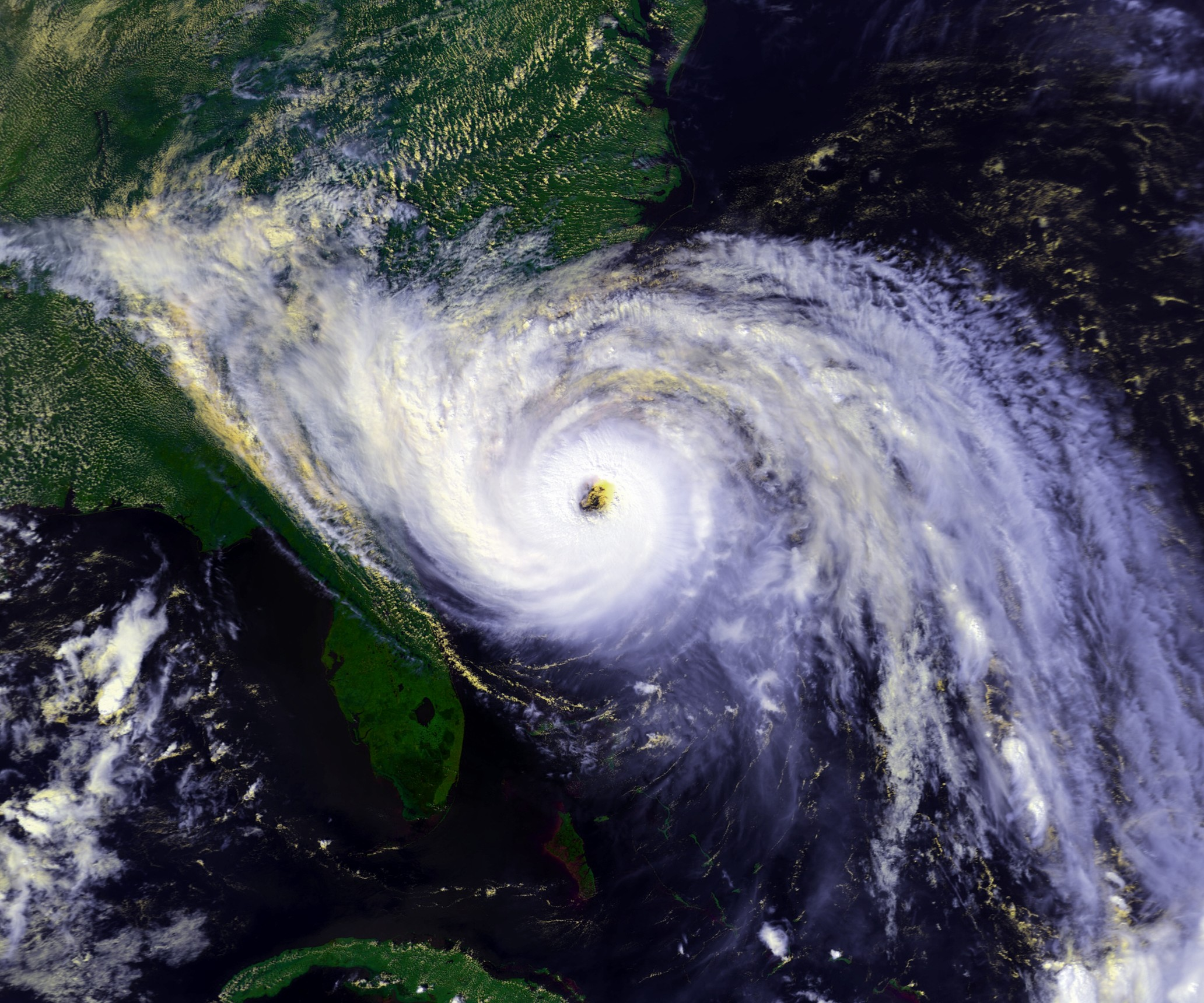
Hugo als orkaan van de vierde categorie op 21 september voor de kust van South Carolina.

Hugo was, net als Gabrielle een klassieke orkaan van het Kaapverdische type, die veel schade aanrichtte en de sterkste orkaan was van het seizoen. Op 9 september trok een tropische onweersstoring van de Afrikaanse kust westwaarts, die snel tot ontwikkeling kwam. Op 10 september promoveerde zij tot tropische depressie 11 ten zuidoosten van Kaapverdië, die op 11 september promoveerde tot tropische storm Hugo ten zuidwesten van Kaapverdië. Hugo ontwikkelde zich snel verder, terwijl hij verder westwaarts trok; op 13 september promoveerde Hugo tot orkaan op een kleine 2000 km ten oosten van de Bovenwindse Eilanden. Hugo werd op een westelijke koers gehouden door een hogedrukgebied boven de Azoren, dat Hugo enige afbuiging naar het noorden verhinderde, wat gebruikelijk is voor een klassieke Kaapverdische orkaan. Boven Puerto Rico lag een lagedrukgebied, zodat Hugo, nadat hij een orkaan was geworden steeds meer naar het westnoordwesten ging bijdraaiden, omdat de rug van hoge druk aan zijn noordflank steeds verder afnam. Hugo kwam tot volle wasdom, nog vóór hij de Bovenwindse Eilanden bereikte; op 15 september bereikte Hugo zijn hoogtepunt als orkaan van de vijfde categorie met windsnelheden van 260 km/uur en een minimale luchtdruk van 918 mbar ruim ten oosten van de Bovenwindse Eilanden.
Op 17 september bereikte Hugo, nu een orkaan van de vierde categorie de Bovenwindse Eilanden; hij landde op Guadeloupe met windsnelheden van 222 km/uur en een luchtdruk van 941 mbar. Op 18 september landde Hugo op Saint Croix met dezelfde intensiteit en een iets lagere druk (940 mbar). Dezelfde dag nog werd Puerto Rico getroffen; Hugo landde twee keer op het eiland met windsnelheden van 204 km/uur en een druk van 945 mbar, een sterke derde categorie orkaan. De koers van Hugo werd nu beïnvloed door een lagedrukgebied op grote hoogte boven Georgia, waardoor Hugo naar het noordwesten trok. Hugo verzwakte aanvankelijk tot de tweede categorie, maar won weer aan kracht, toen hij ten noordoosten van de Bahama's passeerde en bereikte andermaal de vierde categorie. Op 22 september landde Hugo voor de laatste keer nabij Sullivan's Island in South Carolina met windsnelheden van 222 km/uur en een druk van 934 mbar. Acht uur later degradeerde Hugo tot tropische storm, boven North Carolina. Hugo trok over North Carolina, Virginia, West Virginia en Ohio.
Op 23 september verloor Hugo boven Pennsylvania zijn tropische kenmerken en trok als extratropische storm verder over het Eriemeer en het Huronmeer, verder over Canada naar het noordoosten. Hugo verdween ten slotte boven het noordwesten van de Atlantische Oceaan ten oosten van de Canadese kust. In het Caraïbisch gebied was Hugo verantwoordelijk voor $3 miljard schade, Hugo eiste ten minste zes mensenlevens op Puerto Rico. Op Saint Croix is het aantal slachtoffers niet helemaal duidelijk, omdat er ook overledenen geteld werden, die al dood waren voor de ramp. Dit kwam, omdat Hugo de stroom deed uitvallen, zodat er lijken uit de mortuaria gehaald moesten worden en vervolgens werden aangezien voor directe slachtoffers van Hugo. Op het vasteland van de Verenigde Staten loopt het aantal officiële slachtoffers uiteen tussen de 49 en 56. De schade was $7 miljard, voornamelijk aan huizen, schepen, katoenbouw en bosbouw. De steden Charleston in South Carolina en Charlotte in North Carolina liepen zware schade op, Hugo was nog steeds een orkaan van de eerste categorie, toen hij aankwam boven Charlotte.
Net als in het seizoen 2005 na Katrina ontstond er stevige kritiek op het functioneren van het Federaal Bureau van Rampenbestrijding (FEMA). De totale schade van Hugo bedroeg $10 miljard ($12,6 miljard na inflatiecorrectie). Hugo staat op de vijfde plaats van de kostbaarste orkaanrampen in de Verenigde Staten, na 1. Katrina in 2005 ($75 miljard), 2. Andrew in 1992 ($44,9 miljard), 3. Charley in 2004 ($15,4 miljard) en 4. Ivan in 2004 ($14,6 miljard).

### Tropische storm Iris
Tropische storm Iris kwam voort uit de Tropische golf, die direct volgde op die, die uit zou groeien tot Hugo. Op 12 september trok deze tropische golf van de Afrikaanse kust westwaarts en begon op 15 september tekenen van organisatie te vertonen. Op 16 september promoveerde het systeem tot tropische depressie 12 op de Atlantische Oceaan, halfweg de Afrikaanse kust en de Bovenwindse Eilanden. Tropische depressie trok verder westwaarts en promoveerde tot tropische storm Iris op 18 september op 700 km ten oosten van Barbados. Iris kreeg te kampen met Hugo aan haar noordwestflank, de uitstoot van Hugo bezorgde haar schering en zij koerste onder invloed van Hugo naar het noordnoordwesten. Toen Hugo na zijn landing op Puerto Rico verzwakte kon Iris daarvan profiteren; de schering werd minder en zij kon een uitstoot ontwikkelen, die door de periferie van de uitstoot van Hugo wist te dringen. Iris werd daardoor sterker en bereikte op 19 september haar hoogtepunt met windsnelheden van 110 km/uur en een minimale druk van 1001 mbar. Toen Hugo weer sterker werd, ging dit ten koste van Iris, de schering werd sterker en ontdeed Iris langzaam maar zeker van haar convectie. Iris draaide naar het westnoordwesten en degradeerde op 21 september tot tropische depressie op 420 km ten noordoosten van San Juan, Puerto Rico, die de volgende dag oploste op 360 km ten oosten van Turkseiland

### Tropische depressie 13
Over tropische depressie 13 is weinig bekend.

### Orkaan Jerry
Op 23 september trok een tropische golf van de Afrikaanse kust westwaarts en trok over de Atlantische Oceaan en de Caraïbische Zee, zonder dat hij zich verder ontwikkelde. Boven het schiereiland Yucatán vertraagde de tropische golf en op 12 oktober ontstond er een lagedrukgebied op het schiereiland Yucatán. Deze depressie trok verder westwaarts en promoveerde op 12 oktober tot tropische depressie 14 boven de Golf van Campeche, 360 km ten oostnoordoosten van Veracruz. Tropische depressie 14 dreef langzaam noordnoordwestwaarts en promoveerde op 13 oktober tot tropische storm Jerry. Boven het westen van de Golf van Mexico lag een trog van lage druk in de bovenste en middelste lagen van de atmosfeer. Deze stuurde Jerry aanvankelijk in noordnoordoostelijke richting en vertraagde hem, maar toen het zuiden van deze trog zich afsneed en een lagedrukgebied werd in de bovenste en middelste lagen van de atmosfeer, werd Jerry hierdoor weer op een noordnoordwestelijke koers gezet.
De schering vanuit de trog had Jerry's ontwikkeling aanvankelijk gehinderd, maar toen het lagedrukgebied ten zuidwesten van hem zich afsneed en naar het zuiden trok, werden de omstandigheden voor Jerry gunstiger, met name voor Jerry's uitstoot. Op 15 oktober promoveerde Jerry tot orkaan boven het uiterste noordwesten van de Golf van Mexico. Drie uur later bereikte hij zijn laagste druk met 982 mbar en windsnelheden van 130 km/uur, om zes uur later met windsnelheden 140 km/uur en een druk van 983 mbar te landen nabij Galveston in Texas. Daarna trok Jerry snel naar het noordnoordoosten en degradeerde op 16 oktober tot tropische storm en tropische depressie om later op die dag te worden opgenomen door een front boven het zuidwesten van Arkansas. Jerry eiste drie mensenlevens en veroorzaakte $70 miljoen schade ($110 miljoen na correctie voor inflatie naar 2005). Na Chantal en Allison was Jerry de derde tropische cycloon die in één seizoen landde in Texas, hetgeen niet meer was gebeurd sinds het seizoen 1886.

### Tropische storm Karen
Op 13 november vertrok een sterke tropische onweersstoring van de Afrikaanse kust westwaarts, maar kam boven de Atlantische Oceaan in ongunstige omstandigheden om zich te ontwikkelen. Dit veranderde op 24 november toen het systeem ten zuiden van Jamaica onder een hogedrukgebied op grote hoogte kroop, waardoor de convectie zich kon organiseren en er langzaam een gesloten circulatie kon ontstaan. Op 28 november was dit proces voldoende gerijpt om te kunnen spreken van tropische depressie 15 ten noorden van de Hondurese kust. Tropische depressie 15 dreef naar het noordnoordoosten en promoveerde op 30 november tot tropische storm Karen nabij het Cubaanse eiland Isla de la Juventud en bereikte haar hoogtepunt met windsnelheden van 93 km/uur en een minimale druk van 1000 mbar. Een sterk hogedrukgebied boven de Golf van Mexico dreef Karen weer naar het zuidzuidwesten en Karen verzwakte de volgende dagen boven het uiterste westen van de Caraïbische Zee. Op 4 september kon een verkenningsvliegtuig geen duidelijk centrum meer vinden en was er geen sprake meer van een tropische cycloon. De resten van Karen werden nog enige dagen lang waargenomen boven Nicaragua. Karen eiste geen slachtoffers, maar de overvloedige regenval veroorzaakte boven het westen van Cuba schade aan huizen en ook de tabaksteelt had ernstig te lijden onder Karen.

## Namen
De lijst met namen voor 1989 was dezelfde als die van 1983, met dat verschil, dat Allison in de plaats van Alicia was gekomen. De lijst werd opnieuw gebruikt in 1995, met uitzondering van Hugo, die werd geschrapt en vervangen werd door Humberto. De namen Allison, Erin, Felix, Gabrielle, Hugo, Iris, Jerry en Karen werden voor het eerst gebruikt.
| - Allison - Barry - Chantal - Dean - Erin - Felix - Gabrielle | - Hugo - Iris - Jerry - Karen - Luis (niet gebruikt) - Marilyn (niet gebruikt) - Noel (niet gebruikt) | - Opal (niet gebruikt) - Pablo (niet gebruikt) - Roxanne (niet gebruikt) - Sebastien (niet gebruikt) - Tanya (niet gebruikt) - Van (niet gebruikt) - Wendy (niet gebruikt) |